# Новая Деревня (Павлодарская область)
Новая Деревня (каз. Новая Деревня) — упразднённое село в Железинском районе Павлодарской области Казахстана. Село входило в состав Озерновского сельского округа. Ликвидировано в 2001 г.

## Население
В 1989 году население села составляло 191 человек. По данным переписи 1999 года в селе проживал 21 человек (12 мужчин и 9 женщин).